# پیتر جی. ردکلیف
پیتر جی. ردکلیف (انگلیسی: Peter J. Ratcliffe؛ زادهٔ ۱۴ مهٔ ۱۹۵۴) پزشک، زیست‌شناس سلولی و استاد دانشگاه اهل انگلستان است. وی مدیر پژوهش‌های بالینی موسسه فرانسیس کریک در لندن و مدیر موسسه اکتشاف تارگت در آکسفورد است. ردکلیف همچنین برندهٔ جوایزی همچون شوالیه (عنوان)، همکار انجمن سلطنتی، و جایزه نوبل فیزیولوژی و پزشکی شده است.